# Ones and Zeros
Albums de Young Guns
Bones
(2012)
Singles
1. I Want Out
Sortie : 7 août 2014
2. Speaking in Tongues
Sortie : 5 février 2015
3. Rising Up
Sortie : 7 avril 2015

Ones and Zeros est le troisième album studio du groupe britannique de rock alternatif Young Guns sorti le 8 juin 2015.

## Fiche Technique

### Liste des chansons
| No  | Titre               | Durée |
| --- | ------------------- | ----- |
| 1.  | Rising Up           | 3:24  |
| 2.  | I Want Out          | 3:42  |
| 3.  | Infinity            | 4:22  |
| 4.  | Memento Mori        | 4:48  |
| 5.  | Lullaby             | 4:05  |
| 6.  | Daylight            | 3:30  |
| 7.  | Speaking in Tongues | 4:39  |
| 8.  | Colour Blind        | 3:41  |
| 9.  | Gravity             | 3:58  |
| 10. | Die on Time         | 3:43  |
| 11. | Ones and Zeros      | 4:27  |

### Interprètes
- Gustav Wood : chant
- Fraser Taylor : guitare, guitare rythmique
- John Taylor : guitare rythmique, guitare
- Simon Mitchell : basse
- Ben Jolliffe : batterie, chœurs